# Eugen Filtsch (lelkész)
Eugen Filtsch magyarosított névalakban Filtsch Jenő (? – Oltszakadát, 1880. február 2.) erdélyi evangélikus lelkész.

## Élete
A gimnáziumot 1836-ban végezte Nagyszebenben; azután bölcseletet és teológiát tanult; 1849-ben a nagyszebeni iskolában tanítóul alkalmazták; később városi prédikátor volt, azután Oltszakadáton lelkész. Fia, Eugen Filtsch filozófus, színháztörténész.

## Munkái
Cikkei a Verhandlungen und Mittheilungen des Siebenbürgischen Vereins für Naturwissenschaften zu Hermannstadt című folyóiratban jelentek meg: 
- Mineralogische Mittheilung über Oláhpián, 1851
- Excursion nach Beszarabasza und Ribicze, 1853
- Ueber das Vorkommen der Braunkohlen am rothem Berge bei Mühlbach und nächst Rekitte, 1854
- Ferienreise in das siebenbürgische Erzgebirge, 1857